# Ares, A Coruña

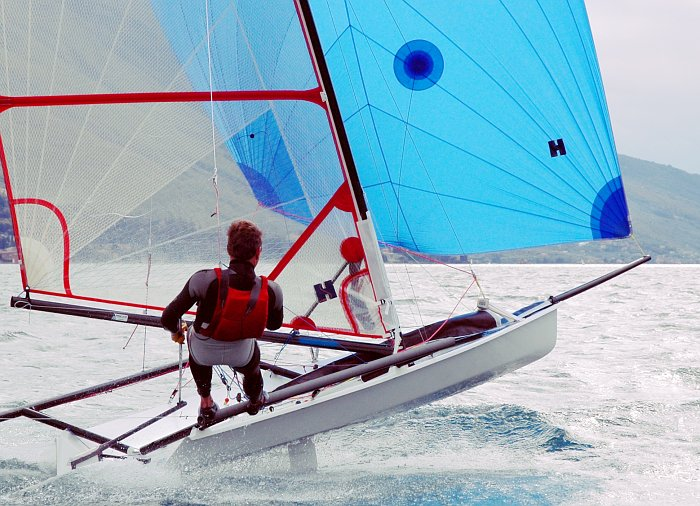
Bãi biển của Ares

Ares 43°25′48,81″B 8°14′18,5″T / 43,41667°B 8,23333°T là một đô thị ở Ferrolterra, tây bắc Tây Ban Nha ở tỉnh A Coruña. Đô thị này có diện tích 18,51 km²(7,15 mi²), dân số 5.265 (ước năm 2004) với mật độ dân số 284,44 người/km²(736,36 người/mi²). Dân số của Ferrolterra tạo thành khu vực tập trung đông dân dân thứ 3 ở Galicia với dân số hơn 211.000 người (2005). Đô thị này là một nơi nghỉ mát bờ biển.

## Cảng của Ares
- Cảng thể thao
- Cảng cá

| 1900  | 1930  | 1950  | 1981  | 2004  | 2005  | 2006  |
| ----- | ----- | ----- | ----- | ----- | ----- | ----- |
| 4,209 | 4,850 | 4,724 | 4,708 | 5,265 | 2,301 | 5,405 |

## Khí hậu
Do vị trí gần Đại Tây Dương nên khí hậu ôn hòa, ít có mức nhiệt độ quá nóng trong mùa Hè hoặc quá rét trong mùa Đông. Do đó khu vực này có lượng mưa quanh năm. 